# ラジオ パンプキン・シザーズ こちら陸情3課放送局
『ラジオ パンプキン・シザーズ こちら陸情3課放送局!』（ラジオ  パンプキン・シザーズ こちらりくじょうさんかほうそうきょく）は、アニメ『パンプキン・シザーズ』に関連したインターネットラジオ番組。
アニメ本編の放映にさきがけ、2006年9月21日より音泉にて配信開始。アニメの放映終了に伴い、翌年5月24日配信分の第26回で終了。

## パーソナリティー
- 伊藤静（アリス・L・マルヴィン役）

## ディレクター
- 筒井武

## 配信曜日など
- 放送期間：2006年9月21日 - 2007年5月24日
- 配信サイト：音泉
- 配信日：毎週木曜日（#19から隔週配信）

## コーナー
ふつおた
普通のお便り。
なんでも復興!
リスナーから送られてくる身近な問題の解決法を、メインパーソナリティーの伊藤とゲストとで考える。
アリスからの一言
アリスが言いそうな、あるいは「言ったら名言に聞こえてしまうのではないか」というフレーズを募集し、伊藤がアリスばりに読み上げる。
キミこそ貴族だ!
「こういう人は貴族なのでは?」という人物について募集し、伊藤が「○○貴族」と命名する。

## ゲスト
- #1 - #4, #15 - #16, #22, #26：三宅健太（ランデル・オーランド役）
- #5 - #8, #20：植田佳奈（ステッキン役）
- #9 - #12, #21：鈴木千尋（マーチス役）
- #13 - #14, #25：チョー（ハンクス役）
- #17 - #18, #23：鳥海浩輔（オレルド役）
- #19, #24：志村知幸（コネリー役、イゴール役）
- #24：富坂晶（セシル役、テレーズ役）
  - コネリーは陸情3課に属するキャラクターではないが、志村自身の要望により出演が決まった。#24のゲストである志村と富坂は、配信日に前後して発売されたドラマCDに関連しての出演。

## CD
- 「ラジオパンプキン・シザーズ」こちら陸情3課放送局! Vol.1（2007年3月23日発売）

Disc-1： 「こちらマルヴィン家3姉妹放送局！」
メインパーソナリティ： 伊藤静（アリス・L・マルヴィン役）
ゲスト： 幸田夏穂（ソリス役）、渡辺明乃（エリス役）
Disc-2： 本放送 #1 - #12 を MP3 データで収録。
- 「ラジオパンプキン・シザーズ」こちら陸情3課放送局! Vol.2（2007年7月25日発売）

Disc-1： 「こちらマー君甘噛み放送局！」
パーソナリティ： 鳥海浩輔（オレルド役）、鈴木千尋（マーチス役）、植田佳奈（ステッキン役）、小川一樹（マーキュリー号）
Disc-2： 本放送 #13 - #26 を MP3 データで収録。